# 전주대정초등학교
전주대정초등학교는 대한민국 전북특별자치도 전주시 완산구 평화동2가에 있는 공립 초등학교이다.

## 학교 연혁
- 2006.03.01 전주대정초등학교 개교(24학급 편성)
- 2020.02.11 제14회 졸업식(졸업생수 : 122명, 누계 1,533명)
- 2020.03.01 30학급 편성, 전주대정초병설유치원 2학급 편성
- 2020.09.01 제5대 유정복 교장 부임

## 참고 자료
- 전주대정초등학교 - 한국교육학술정보원 학교알리미